# William Larned
William Augustus Larned (ur. 30 grudnia 1872 w Summit, zm. 16 grudnia 1926 w Nowym Jorku) – amerykański tenisista, siedmiokrotny zwycięzca mistrzostw USA w grze pojedynczej.

## Kariera tenisowa
W barwach uczelni Cornell University Larned zdobył międzyuczelniane mistrzostwo USA w 1892 roku w grze pojedynczej.
Larned był jednym z najwybitniejszych zawodników w historii tenisa amerykańskiego. Zdobył siedem tytułów w mistrzostwach USA (obecnie US Open), w latach 1901, 1902, 1907–1911. Ponadto dwukrotnie przegrywał w finale, w 1900 i 1903 roku. Ostatni tytuł wywalczył w wieku 38 lat, co stanowi, że jest najstarszym zwycięzcą turnieju w grze pojedynczej mężczyzn.
W latach 1891–1911 wystąpił łącznie w 19 turniejach o mistrzostwo USA i również przez 19 sezonów był klasyfikowany w czołowej dziesiątce tenisistów amerykańskich 1892–1912, z przerwą na służbę wojskową w okresie wojny amerykańsko-hiszpańskiej w 1898 roku. Przez 8 sezonów Larned zajmował pozycję nr 1. w klasyfikacji singlowej tenisistów z USA.
Larned  był członkiem reprezentacji Stanów Zjednoczonych w Pucharze Davisa w latach 1902–1912. Zagrał w 14 meczach, z których w 9 triumfował.
Dnia 16 grudnia 1926 roku zmarł śmiercią samobójczą. W 1956 roku został pośmiertnie uhonorowany miejscem w międzynarodowej tenisowej galerii sławy.

### Finały w turniejach wielkoszlemowych

#### Gra pojedyncza (7–2)
| Końcowy wynik | Nr | Data | Turniej                              | Nawierzchnia | Przeciwnik         | Wynik finału            |
| ------------- | -- | ---- | ------------------------------------ | ------------ | ------------------ | ----------------------- |
| Finalista     | 1. | 1900 | U.S. National Championships, Newport | Trawiasta    | Malcolm Whitman    | 4:6, 6:1, 2:6, 2:6      |
| Zwycięzca     | 1. | 1901 | U.S. National Championships, Newport | Trawiasta    | Beals Wright       | 6:2, 6:8, 6:4, 6:4      |
| Zwycięzca     | 2. | 1902 | U.S. National Championships, Newport | Trawiasta    | Reginald Doherty   | 4:6, 6:2, 6:4, 8:6      |
| Finalista     | 2. | 1903 | U.S. National Championships, Newport | Trawiasta    | Lawrence Doherty   | 0:6, 3:6, 8:10          |
| Zwycięzca     | 3. | 1907 | U.S. National Championships, Newport | Trawiasta    | Robert LeRoy       | 6:2, 6:2, 6:4           |
| Zwycięzca     | 4. | 1908 | U.S. National Championships, Newport | Trawiasta    | Beals Wright       | 6:1, 6:2, 8:6           |
| Zwycięzca     | 5. | 1909 | U.S. National Championships, Newport | Trawiasta    | William Clothier   | 6:1, 6:2, 5:7, 1:6, 6:1 |
| Zwycięzca     | 6. | 1910 | U.S. National Championships, Newport | Trawiasta    | Tom Bundy          | 6:1, 5:7, 6:0, 6:8, 6:1 |
| Zwycięzca     | 7. | 1911 | U.S. National Championships, Newport | Trawiasta    | Maurice McLoughlin | 6:4, 6:4, 6:2           |